# Georg Seiderer

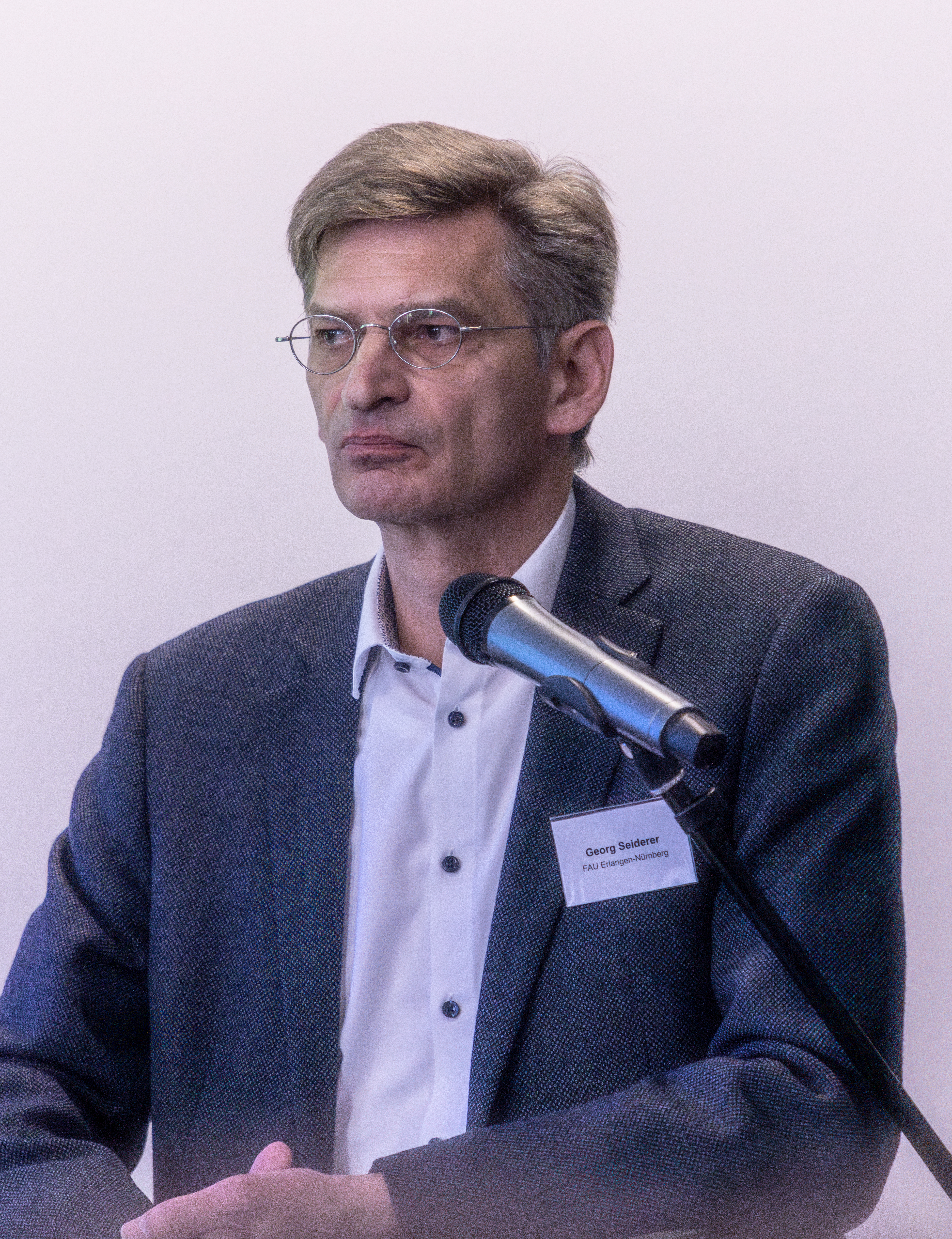
Georg Seiderer, März 2024

Georg Seiderer (* 2. September 1961 in Gunzenhausen) ist ein deutscher Historiker.

## Leben
Von 1982 bis 1989 studierte er neuere Geschichte, mittelalterliche Geschichte, Philosophie und Psychologie an der Ruprecht-Karls-Universität Heidelberg und der Friedrich-Alexander-Universität Erlangen-Nürnberg. Nach der Promotion 1995 in Erlangen bei Horst Möller war er von 1995 bis 2002 wissenschaftlicher Mitarbeiter bzw. Assistent am Lehrstuhl Adolf M. Birkes an der Ludwig-Maximilians-Universität München. Nach der Habilitation 2005 ist er seit 2008 Professor für Neuere Bayerische und Fränkische Landesgeschichte und Volkskunde an der Friedrich-Alexander-Universität Erlangen-Nürnberg.

## Schriften (Auswahl)
- Formen der Aufklärung in fränkischen Städten. Ansbach, Bamberg und Nürnberg im Vergleich. München (Beck) 1997, ISBN 3-406-10695-1.
- Österreichs Neugestaltung. Verfassungspolitik und Verwaltungsreform im österreichischen Neoabsolutismus unter Alexander Bach 1849–1859. Wien (Verlag der Österreichischen Akademie der Wissenschaften) 2015, ISBN 978-3-7001-7563-6.